# Kurt Landau (Politiker)
Kurt Landau (* 29. Januar 1903 in Wien, Österreich-Ungarn; † 1937 in Spanien) war ein oppositioneller österreichischer Kommunist und Opfer des Stalinismus. Er publizierte auch unter den Pseudonymen Agricola, Wolf Bertram und Spectator.

## Leben
Kurt Landau wurde am 29. Januar 1903 in Wien als Sohn des jüdischen Weinhändlers Abraham Simon (1872–1940 ermordet im KZ) und von Rosa Feldmann (1878–1935) geboren und hatte einen Bruder Alfred (* 1914). Er studierte in Wien und war von 1921 bis 1926 Mitglied der Kommunistischen Partei Österreichs sowie Vorsitzender der Sektion in Währing. Seit 1923 war er mit Julia Lipschutz (geboren 1895 oder 1905, gestorben nach 1984) liiert, die unter dem Namen Katia Landau seine Ehefrau wurde und bis zum Ende seine Mitstreiterin blieb. Landau verteidigte die Positionen Leo Trotzkis gegenüber der offiziellen Parteilinie und wurde eine der zentralen Figuren der kommunistischen Opposition gegen den sich langsam formierenden Stalinismus. 1927 wurden er und seine Mitstreiter aus der Partei ausgeschlossen. Im gleichen Jahr publizierte er die Broschüre Wesen und Geschichte des Anarcho-Kommunismus in Österreich. Ab 1929 lebte er mit Katia Landau in Berlin und wurde Mitglied des Leninbundes. Er war zeitweise Mitarbeiter von Trotzki, distanzierte sich jedoch bald von ihm. Das Ehepaar Landau ging am 17. März 1933 ins Exil nach Paris und engagierte sich stark in der Gruppe Funke, die auch die Landau-Gruppe genannt wurde.
Nach Beginn des Spanischen Bürgerkriegs gingen Kurt und Katia Landau Anfang November 1936  nach Barcelona, wo sie für die POUM arbeiteten. Dort traf er u. a. Willy Brandt und Max Diamant, die als Vertreter der SAPD ebenfalls mit der POUM zusammenarbeiteten. Kurt Landau war Autor der Broschüre Die deutsche Revolution von 1918 und die spanische Revolution von 1936 und Mitarbeiter der Parteizeitung La Batalla und der deutschen Sendungen von Radio POUM. Er entzog sich am 17. Juni 1937 der Verhaftung durch die Polizei und die Guardia de Asalto und fand zunächst Zuflucht in der Zentrale der CNT und anschließend im Haus der POUM-Sympathisantin Carlota Duràn.
Am 23. September 1937 wurde Landau in Barcelona entführt und gilt seither als verschollen. Er wurde vermutlich von NKWD-Agenten oder von deutschen KP-Mitgliedern verschleppt und ermordet. Die genauen Umstände seines Todes sind unbekannt. Es gibt das Gerücht, dass Walter Ulbricht in die Ermordung involviert gewesen sei bzw. den Befehl zu dieser gab. Katia Landau, die ebenfalls verhaftet wurde, vermutete jedoch, dass ihr Mann in die Sowjetunion verschleppt worden sei. Auch Katia Landau wäre fast „verschwunden“, doch protestierten Otto Bauer und Friedrich Adler, genauso wie Marceau Pivert aus Paris bei der Komintern und erwirkten ihre Freilassung. Gleichzeitig trat sie im Frauengefängnis Carcel de Mujeres in Barcelona in den Hungerstreik.
Kurt Landaus Bruder Alfred Landau war ein sozialistischer Studentenführer in Wien und später hoher Funktionär der UNO. Katia Landau heiratete den spanischen Marineoffizier Benjamin Balboa (1901–1976), der 1936 maßgeblich daran beteiligt war, dass sich ein Großteil der spanischen Kriegsmarine nicht Francos Putsch anschloss. Beide gingen 1940 nach Mexiko ins Exil. Bis 1984 setzte sich Katia Landau für die Erinnerung an Kurt Landau ein. 1984 verliert sich die Spur von Julia Katia Landau del Balboa.

## Schriften
- Wesen und Geschichte des Anarcho-Kommunismus in Österreich. Abschließende Bemerkungen zu den Fraktionskämpfen in der Kommunistischen Partei Österreichs. Gruppe Arbeiterstandpunkt, Wien 1927.[5]